# 楊崇 (鄰水)
楊崇（？—？），號卓齋，四川順慶府鄰水縣人。康熙五十九年庚子科舉人，勅授文林郎。鄰水縣城有為其所立之金鍚圭璧坊、書香甲第坊。

## 生平
- 康熙五十九年庚子科四川鄉試舉人
- 大挑一等，雍正六年九月分發廣東試用[11][12]。
- 廣東南雄府通判。
- 補授廣東韶州府仁化縣知縣，雍正七年捐建義學[13]。
- 南雄府始興縣知縣。
- 韶州府曲江縣知縣。
- 韶州府樂昌縣知縣。
- 乾隆六年（1741），任奉節縣教諭[14]。
- 乾隆十三年（1748），署四川大寧縣訓導[15]。